# Lyman Eddy Barnes
Lyman Eddy Barnes (sinh ngày ngày 30 tháng 6 năm 1855  tại Weyauwega, Wisconsin – mất ngày ngày 16 tháng 1 năm 1904 tại Appleton, Wisconsin) là một chính trị gia Hoa Kỳ. Ông là thành viên thuộc Đảng Dân chủ (Hoa Kỳ). Người kế nhiệm ông là Edward S. Minor.